# Casa Mikes din Cluj-Napoca
Palatul Mikes din Cluj-Napoca este un monument istoric și de arhitectură situat în Piața Muzeului nr. 4, pe latura nordică a pieței, în dreptul Obeliscului Carolina. Edificiul se află pe lista monumentelor istorice din județul Cluj sub cod:  CJ-II-m-B-07434.

## Istoric
Casa a fost construită în stil baroc la sfârșitul secolului al XVIII–lea.
O veche fotografie din secolul al XIX-lea păstrează imaginea originală a fațadei, transformată la o renovare recentă.